# 18 يوم (فلم)
18 يوم فيلم مصري تم انتاجه عام 2011 ينتمي لفئة الأفلام المستقلة، يتناول عدة قصص تدور حول ثورة 25 يناير وشارك فيه 10 مخرجين و 8 مؤلفين وعدد كبير من الممثلين المعروفين، ويتكون من 10 أفلام قصيرة لكل منها مخرج ومؤلف وممثلين بشكل منفصل.
تم عرض الفيلم لأول مرة في مهرجان كان 2011، ولم يتم عرض الفيلم في دور العرض وسط أقاويل بأن الرقابة رفضت التصريح الفيلم، بينما رفض جهاز الرقابة على المصنفات الفنية المصري هذه الاتهامات على لسان رئيس الرقابة، وقال ان الفيلم لم يعرض على الرقابة من الأساس، وتم عرض الفيلم في مطلع يوليو 2017 بعد تسريبه عبر الإنترنت، حيث وجد أحد الأشخاص نسخة من الفيلم على موقع فرنسي وقام بشراء نسخة منه ثم قام بطرحها عبر يوتيوب.

## أقسام الفيلم
ترتيب الأفلام القصيرة التي وردت في الفيلم بحسب ترتيب عرضها:
|  | احتباس من تأليف وإخراج شريف عرفة ويحكي عن قصة العديد من الشخصيات من وظائف وتوجهات وتيارات مختلفة متواجدين في عنبر داخل أحد مستشفيات الأمراض العقلية، وتدور بعض الأحداث بينهم أثناء إندلاع الثورة وبيان ردود أفعالهم عنها. |
|  | خلقة ربنا من تأليف بلال فضل وإخراج كاملة أبو ذكري وبطولة: ناهد السباعي وأحمد داود عن قصة فتاة مصرية تسكن حارة شعبية تصبغ شعرها باللون الأصفر وتخشى من الأحاديث المتناقلة عن أن الله سيعاقبها على ذلك، تنزل للتحرير في الخامس والعشرين من يناير من أجل بيع الشاي للمارين كأي يوم عادي ولكنها تفاجأ بتظاهرات 25 يناير، وتقابل أحد الشباب الثوريين وتعجب به مما يشجعها على الانضمام لهذه المظاهرة.                                                                           |
|  | 19-19 تأليف عباس أبو الحسن وإخراج مروان حامد بطولة عمرو واكد -باسم السمرة- إياد نصار يستعرض قصة من داخل مقرات أمن الدولة، حيث يتم احتجاز ناشط سياسي ويتعرض لجلسات تحقيق وتعذيب متتالية وهو معصوب العينين. |
|  | إن جالك الطوفان من تأليف بلال فضل وإخراج محمد علي تدور حول بائعي أعلام مصر بين مظاهرات التحرير ومظاهرات تأييد مبارك، وعن شباب وشيوخ لا يمكنهم التفكير في حرية وعدالة مطالب سياسية طالما أنهم لا يملكون قوت يومهم. |
|  | حظر تجول من تأليف وإخراج شريف البنداري ومن بطولة أحمد فؤاد سليم يحكي عن فترة حظر التجول وقصة طفل يقوم بالتقاط صورة مع إحدى الدبابات التي تسد شوارع السويس إلا أننا نقضي معه وبسبب هذه الدبابات ساعات من التوهان برفقته هو وجده. |
|  | كحك الثورة من تأليف وبطولة أحمد حلمي وإخراج خالد مرعي تدور عن شاب مصري في الثلاثينات من عمره يعمل كترزي في متجره القريب من ميدان التحرير، تشتعل مظاهرات التحرير فتجبره على البقاء محتجزا بلا طعام لأيام، يراقب فيها ما يحدث سماعيا ويتخيل ما يجري، ويسجل كل شيء في شريط كاسيت موجه لوالده. |
|  | تحرير 2-2 من تأليف وإخراج مريم أبو عوف وبطولة هند صبري وآسر ياسين ومحمد ممدوح تدور حول حكايتين في يوم موقعة الجمال، الجانب الأول تظهر حكاية عن شباب التحرير الذين توفوا في هذه الهجمات، الجانب الآخر حكاية أحد المتورطين في هذا اليوم شاب مصري فقير لا يملك ما يكفيه لاطعام أطفاله، يتم استئجاره بمائة جنيه ليهتف بحياة مبارك وليشارك في تنظيف التحرير من المتظاهرين. |
|  | شباك من تأليف وإخراج أحمد عبد الله وبطولة أحمد الفيشاوي تدور عن شاب وفتاة يفصلهما شباك، الشاب يتابع الحياة بما فيها لحظات ثورة يناير من خلال الإنترنت، والفتاة تغادر منزلها يوميا لتشارك في هذه الأحداث، وتستمر حتى يغادر الشاب غرفته أخيرا ليلحق بالفتاة في شوارع مصر بعد لحظات قليلة من تنحي مبارك، يبدو فجأة كل شيء ممكنا، وتنتهي الحكاية بإشارة بصرية أخرى حيث يلتقي نصفا الحكاية في كادر يفصلهما فيه دبابة.                                                          |
|  | داخلي خارجي تأليف تامر حبيب وإخراج يسري نصر الله وبطولة مني ذكي وآسر ياسين. وتدور حول رغبة منى في رؤية مظاهرات التحرير والمشاركة فيها، في حين يرفض زوجها ذلك، وتنتهى تلك الحكاية بعد يومين حينما تذهب منى إلى التحرير فيتبعها آسر ويسيران سويا وسط هتافات إسقاط النظام. |
|  | أشرف سبرتو من تاليف ناصر عبد الرحمن وإخراج أحمد علاء وبطولة محمد فراج وايمي سمير غانم تدور الحكاية حول شاب مصري من خريجي كلية الحقوق ولكنه يعمل حلاقا في صالون ورثه عن والده في إحدى المناطق المحيطة بالتحرير، تتطور الحكاية حتى نشهد هجمات يوم الجمل على متظاهري التحرير، يغلق أشرف سبرتو أبواب محله في بداية الأمر خوفا مثلما حدث في فيلم أحمد حلمي، ولكنه يتغلب على خوفه بعد ذلك ليفتح أبوابه للمصابين وليتحول صالون الحلاقة إلى مستشفى ميداني يضمد جراح مصابي الثورة. |

## بطولة
| - حمزة العيلي: عمر صلاح ف1 - هشام منصور: عاصم ف1 - محمد أبو الوفا: عبد السلام المندوه ف1 - ناهد السباعي: أوشة ف2 - سلوى محمد علي: أم أوشا ف2 - أحمد داود: ثائر ف2 - عمرو واكد: عصام ماهر يوسف ف3 - باسم سمرة: ضابط أمن دولة ف3 - عمر السعيد: طبيب بأمن الدولة ف3 - إياد نصار: ضابط أمن دولة ف3 - ماهر سليم: نبوي قهوجي ف4 | - رؤوف مصطفى: عم خليفة ف4 - ماهر عصام: عصام ف4 - أحمد فؤاد سليم: الجد ف5 - رمضان خاطر: بائع بكشك ف5 - أحمد حلمي: الترزي ف6 - عيد أبو الحمد: عم مكرم ف6 - هاني الصباغ: الصول عاطف ف6 - محمد فراج: متحدث ف7 وأشرف سبرتو ف10 - هند صبري: زوجة حربي ف7 - آسر ياسين: حربي ف7 ومصطفى ف9 | - محمد ممدوح: سلامة ف7 - أحمد الفيشاوي: شاب ف8 - منى زكي: منى ف9 - يسرا: غادة ف9 - إيمي سمير غانم: شيرين زوجة أشرف ف10 - محمد ثروت - احمد شومان - ياسمين شاش - عمرو حسن - هاني طاهر | - أحمد حبشي - مراد فكري صادق - محمد حاتم - محمود سمير: محمود - أحمد ربيع - محمد ترمس - عمر الزهيرى - كريم أبو الفتح - نادر فرنسيس - سوزيت سوانسون |

## وصلات خارجية
- مقالات تستعمل روابط فنية بلا صلة مع ويكي بيانات
- موقع السينما